# Sveriges Privata Centralbank

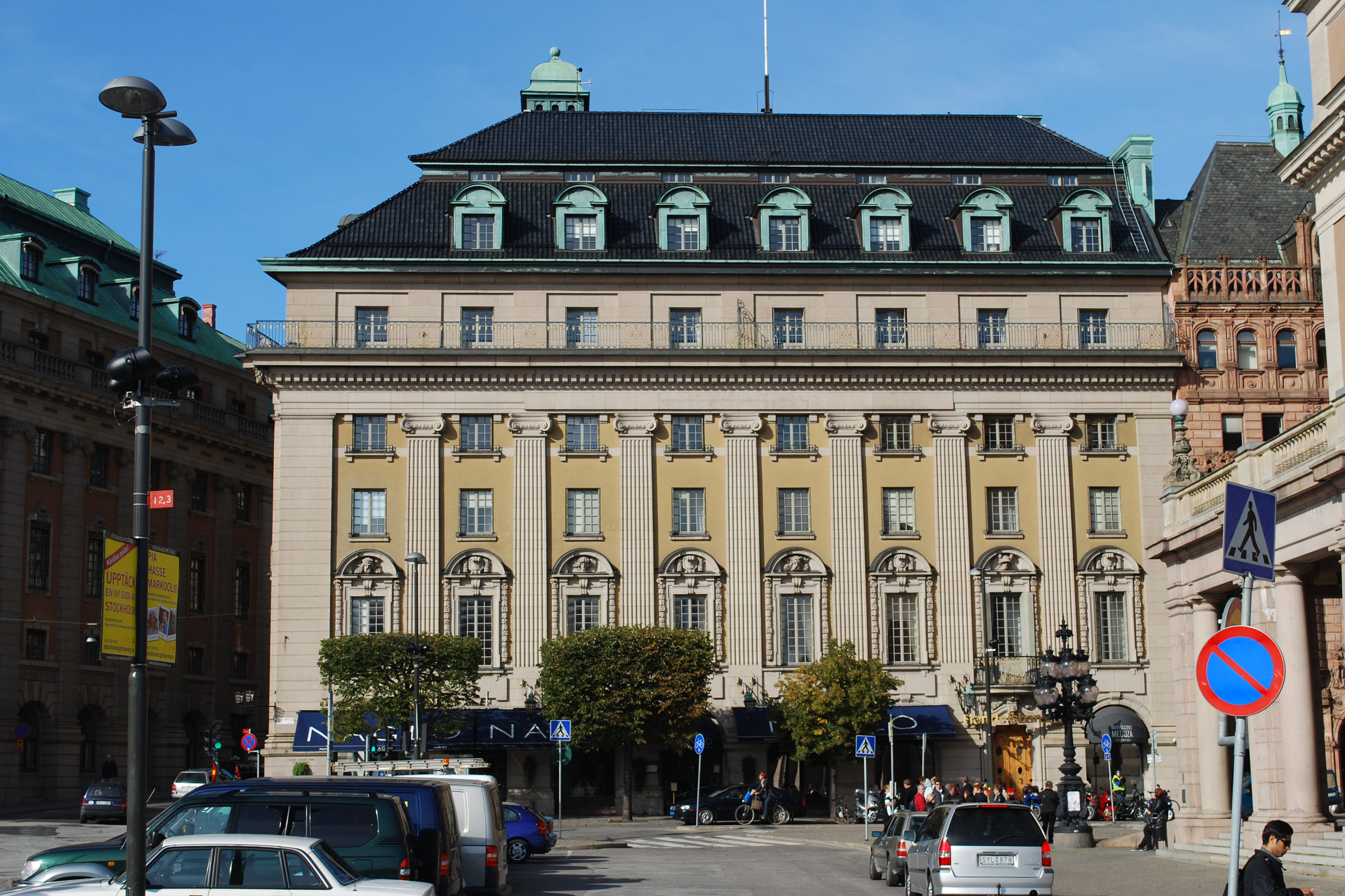
Bankpalatset på Gustav Adolfs torg 18

Sveriges Privata Centralbank var en svensk affärsbank som grundades 1912 i Stockholm, under direktör Oscar Rydbecks ledning, och kom att fusioneras med Skandinaviska Kreditaktiebolaget och Nordiska Kreditbanken vid årsskiftet 1917/1918.
AB Sveriges Privata Centralbank konstituerades den 3 april 1912. Tidigare hade de många provinsbankerna varit representerade i huvudstaden i utrikes- och optionshandel av främst Stockholms Handelsbank som agerade växlingsombud. Stockholm Handelsbank försökte vid denna tid expandera och provinsbankerna fruktade att den skulle skaffa sig ett eget filialnät ute i landet. För att möta konkurrensen och göra sig oberoende av Stockholms Handelsbank bildade 14 provinsbanker en egen centralbank: Wermlands Enskilda bank, Kopparbergs enskilda bank, Östergötlands enskilda bank, Örebro enskilda bank, Norrköpings enskilda bank, Uplands enskilda bank, Borås enskilda bank, Södermanlands Enskilda Bank, Helsinglands Enskilda Bank, Skånska handelsbanken, Bank AB Södra Sverige, Mälareprovinsernas bank, Bank AB Norra Sverige samt Norrlandsbanken.
Till verkställande direktör utsågs Oscar Rydbeck. Han rekommenderade även Ivar Kreuger till styrelsen som härigenom gjorde sitt intåg i finansvärlden. Banken representerade vid denna tid en tredjedel av svenskt affärsbanksväsende och utvecklingen gick väl och första världskriget medförde att krediterna till utlandet växte. Stockholms handelsbank hade vid denna tid genom förvärvet av Bank AB Norra Sverige skaffat sig landsortsfilialer och stockholmsrivalen Skandinaviska Kredits motdrag blev att föreslå ett samgående med Sveriges Privata Centralbank. Så skedde också 1917, då Centralbanken gick upp i den förra. Med som gäldenärer i samgåendet följde flera av Ivar Kruegers bolag vilket i den senare Kreugerkraschen skulle få konsekvenser för Skandinaviska Kredit. Oscar Rydbeck blev i och med samgåendet vd för Skandinaviska Kredit.

## Bankens huvudkontor
Till en början inhystes banken interimistiskt i Göteborgsbankens gamla lokaler på Brunkebergstorg 12, men redan samma år började man efter Isak Gustaf Clasons ritningar uppföra ett bankpalats vid Gustav Adolfs torg, Stockholm 18.